# Брезе (Софийска област)
 За другото българско село вижте Брезе (Смолянска област).  
Брезе е село в Западна България. То се намира в Община Своге, Софийска област.

## География
Село Брезе се намира в планински район, в западната част на Стара Планина. Асфалтов път го свързва със село Искрец. До другите му две съседни села Бракьовци и Зимевица от селото се достига посредством черен път, достъпен предимно за джипове и камиони.

## История
Основано от преселници от софийското село Бояна в началото на османското владичество, Брезе първоначално представлява едва няколко къщи, намиращи се в местността „Белинов кръст“. И до днес там могат да се открият останки от старите зидове, а също и кръст, издълбан в голям камък – свещеното място, около което се образувало първоначалното селище.
Заради географското си разположение навътре в планината, селото остава добре защитено и османското присъствие там е минимално. Брезе се разраства, а основният поминък на хората е животновъдството и земеделието. От XI-XIII век датират останките на опожарен от турците манастир, днес обозначен с паметна плоча.
Според историите, които битуват сред по-старите жители, в района на Брезе се подвизавала хайдутска дружина. Доказателство за това са и няколкото намерени малки съкровища и преданията за още такива.
След Освобождението животът в Брезе не се променя значително. Хората продължават да живеят както дотогава, задоволявайки се с това, което им дава земята и отглеждайки животни.
При избухването на Балканската война в 1912 година 2 души от Брезе са доброволци в Македоно-одринското опълчение.
След 1944 г. изземането на частната собственост принуждава повечето хора да работят в ТКЗС, а доста от младите се местят в София.
Днес населението е предимно от възрастни хора и наброява не повече от 300 постоянно живеещи там души. Малкото на брой деца пътуват до училището в Искрец. Поради близостта си до Своге и София има доста вили и приток на почиващи най-вече през лятото.

## Културни и природни забележителности
В центъра на селото има паметник на загиналите по време на Балканските и Първата световна воини, както и паметна плоча на загиналите по време на Втората световна война.
Освен това в близост до селото се намира катерачен обект Брезе. Първите катерачни маршрути са болтирани през 2018 г. от Мартин Пенков, Николай Петков и други за катерачна среща на БФКА.

## Редовни събития
Съборът на с. Брезе се провежда на 6 май, Гергьовден.

## Личности
- Яначко Станимиров, български зограф[3]